# カザレット・ロディジャーノ
カザレット・ロディジャーノ（伊: Casaletto Lodigiano）は、イタリア共和国ロンバルディア州ローディ県にある、人口約2,900人の基礎自治体（コムーネ）。

## 地理

### 位置・広がり

#### 隣接コムーネ
隣接するコムーネは以下の通り。括弧内のMIはミラノ県、PVはパヴィーア県所属を示す。
- バスカペ (PV)
- カゼッレ・ルラーニ
- チェッロ・アル・ランブロ (MI)
- サレラーノ・スル・ランブロ
- サン・ゼノーネ・アル・ランブロ (MI)

### 気候分類・地震分類
気候分類では、zona E, 2592 GGに分類される。
また、イタリアの地震リスク階級 (it) では、zona 3 (sismicità bassa) に分類される。

## 行政

### 分離集落
カザレット・ロディジャーノには、以下の分離集落（フラツィオーネ）がある。
- Gugnano, Mairano, Cascina Villarossa